# Discografia degli Evanescence
La discografia degli Evanescence, gruppo musicale rock statunitense, si compone di quattro album in studio, uno di remix, due dal vivo, due raccolte, due demo, tre EP, diciannove singoli, otto singoli promozionali, due album video e diciotto video musicali. Al 2014 la band ha venduto oltre 25 milioni di album in tutto il mondo.
Gli Evanescence vennero fondati nel 1995 da Amy Lee e Ben Moody, riscuotendo un certo successo a livello locale prima di Fallen (2003), album che raggiunse la terza posizione della Billboard 200. Dall'album vennero estratti i singoli Bring Me to Life, Going Under, My Immortal ed Everybody's Fool.
Nel 2004 gli Evanescence vinsero due Grammy Award, nelle categorie Best New Artist e Best Hard Rock Performance. Il 23 novembre dello stesso anno fu pubblicato il primo album dal vivo e DVD della band, intitolato Anywhere but Home: il DVD contiene il concerto a Le Zenith a Parigi più alcuni contenuti extra, mentre nel CD è presente il concerto (in formato audio) e l'inedito Missing, pubblicato come singolo promozionale.
Il loro secondo album in studio, The Open Door (2006), debuttò al primo posto in quattro classifiche nazionali, inclusa la Billboard 200, con il primo singolo Call Me When You're Sober. Dall'album furono estratti anche Lithium, Sweet Sacrifice e Good Enough. Il 7 ottobre 2011 fu la volta dell'omonimo Evanescence, che debuttò in vetta alla Billboard 200 e fu promosso dai singoli What You Want, My Heart Is Broken e Lost in Paradise.
Il 10 novembre 2017 fu pubblicato il quarto album Synthesis, contenente gli inediti Imperfection e Hi-Lo e brani appartenenti al passato repertorio del gruppo rivisitati in chiave sinfonica ed elettronica. Il 12 ottobre 2018 fu pubblicato il secondo album dal vivo e DVD della band, intitolato Synthesis Live, che contiene la registrazione del concerto tenuto nel 2017 al Foxwoods Resort Casino Grand Theater.
Il 26 marzo 2021, a distanza di quasi dieci anni dal loro ultimo album di inediti, gli Evanescence hanno pubblicato il loro quinto album in studio, The Bitter Truth.

## Album

### Album in studio
| Anno | Titolo | Classifiche | Classifiche | Classifiche | Classifiche | Classifiche | Classifiche | Classifiche | Classifiche | Classifiche | Classifiche | Vendite                                                 | Certificazioni |
| Anno | Titolo | USA         | AUS         | AUT         | CAN         | FRA         | GER         | ITA         | NLD         | SWI         | UK          | Vendite                                                 | Certificazioni |
| ---- | --- | ----------- | ----------- | ----------- | ----------- | ----------- | ----------- | ----------- | ----------- | ----------- | ----------- | ------------------------------------------------------- | --- |
| 2003 | Fallen - Pubblicazione: 4 marzo 2003 - Etichetta: Wind-Up - Formati: CD, LP, download digitale               | 3           | 1           | 1           | 1           | 2           | 2           | 3           | 2           | 2           | 1           | - Mondo: 17.000.000+ - USA: 8.000.000+ - UK: 1.352.000+ | - USA: 7× Platino - AUS: 6× Platino - AUT: Platino - CAN: 7× Platino - FRA: Platino - GER: 5× Oro - ITA: Oro - NLD: Platino - SWI: 2× Platino - UK: 4× Platino |
| 2006 | The Open Door - Pubblicazione: 25 settembre 2006 - Etichetta: Wind-Up - Formati: CD, LP, download digitale   | 1           | 1           | 2           | 2           | 2           | 1           | 2           | 2           | 1           | 2           | - Mondo: 5.000.000+ - USA: 2.100.000+ - UK: 356.000+    | - USA: 2× Platino - AUS: 2× Platino - AUT: Oro - CAN: 2× Platino - FRA: Oro - GER: Oro - SWI: Platino - UK: Platino                                            |
| 2011 | Evanescence - Pubblicazione: 7 ottobre 2011 - Etichetta: Wind-Up - Formati: CD, LP, download digitale        | 1           | 5           | 4           | 2           | 8           | 5           | 5           | 14          | 4           | 4           | - USA: 421.000+ - UK: 124.000+                          | - USA: Oro - AUS: Oro - CAN: Oro - UK: Oro |
| 2017 | Synthesis - Pubblicazione: 10 novembre 2017 - Etichetta: Sony Music - Formati: CD, LP, download digitale     | 8           | 6           | 11          | 16          | 58          | 5           | 25          | 23          | 9           | 23          | - USA: 50.000+                                          | |
| 2021 | The Bitter Truth - Pubblicazione: 26 marzo 2021 - Etichetta: Sony Music - Formati: CD, LP, download digitale | 11          | 3           | 5           | 14          | 34          | 2           | 20          | 15          | 1           | 4           | - USA: 26.000+                                          | |

### Album di remix
| Anno | Titolo                                                                                                   | Classifiche | Classifiche | Classifiche | Classifiche | Classifiche | Classifiche | Classifiche | Classifiche | Classifiche | Classifiche | Vendite        |
| Anno | Titolo                                                                                                   | USA         | AUS         | AUT         | CAN         | FRA         | GER         | ITA         | NLD         | SWI         | UK          | Vendite        |
| ---- | --- | ----------- | ----------- | ----------- | ----------- | ----------- | ----------- | ----------- | ----------- | ----------- | ----------- | -------------- |
| 2017 | Synthesis - Pubblicazione: 10 novembre 2017 - Etichetta: Sony Music - Formati: CD, LP, download digitale | 8           | 6           | 11          | 16          | 58          | 5           | 25          | 23          | 9           | 23          | - USA: 50.000+ |

### Album dal vivo
| Anno                                                                 | Titolo | Classifiche | Classifiche | Classifiche | Classifiche | Classifiche | Classifiche | Classifiche | Classifiche | Classifiche | Classifiche | Vendite                             | Certificazioni                   |
| Anno                                                                 | Titolo | USA         | AUS         | AUT         | FRA         | GER         | GRE         | ITA         | NLD         | NZL         | SWI         | Vendite                             | Certificazioni                   |
| -------------------------------------------------------------------- | --- | ----------- | ----------- | ----------- | ----------- | ----------- | ----------- | ----------- | ----------- | ----------- | ----------- | ----------------------------------- | -------------------------------- |
| 2004                                                                 | Anywhere but Home - Pubblicazione: 23 novembre 2004 - Etichetta: Wind-Up - Formati: CD+DVD, download digitale           | 39          | 33          | 10          | 22          | 19          | 6           | 33          | 18          | 40          | 10          | - Mondo: 1.000.000+ - USA: 687.000+ | - USA: Oro - GRE: Oro - SWI: Oro |
| 2018                                                                 | Synthesis Live - Pubblicazione: 12 ottobre 2018 - Etichetta: Eagle Rock - Formati: CD+DVD, CD+BD, LP, download digitale | —           | —           | —           | —           | 51          | —           | —           | —           | —           | —           |                                     |                                  |
| "—" indica un album non classificato o non pubblicato in quel Paese. | |             |             |             |             |             |             |             |             |             |             |                                     |                                  |

### Raccolte
| Anno | Titolo |
| ---- | --- |
| 2016 | Lost Whispers - Pubblicazione: 9 dicembre 2016 - Etichetta: Concord Bicycle Music - Formati: LP, download digitale |
| 2017 | The Ultimate Collection - Pubblicazione: 17 febbraio 2017 - Etichetta: Concord Bicycle Music - Formati: LP         |

### Demo
| Anno | Titolo                                                                                    |
| ---- | ----------------------------------------------------------------------------------------- |
| 2000 | Origin - Pubblicazione: 4 novembre 2000 - Etichetta: Bigwig Enterprises - Formati: CD, LP |
| 2021 | Evolution - Pubblicazione: 26 marzo 2021 - Etichetta: Sony Music - Formati: MC            |

## Extended play
| Anno | Titolo                                                                                      |
| ---- | ------------------------------------------------------------------------------------------- |
| 1998 | Evanescence EP - Pubblicazione: dicembre 1998 - Etichetta: Bigwig Enterprises - Formati: CD |
| 1999 | Sound Asleep EP - Pubblicazione: agosto 1999 - Etichetta: Bigwig Enterprises - Formati: CD  |
| 2003 | Mystary EP - Pubblicazione: gennaio 2003 - Etichetta: Wind-Up - Formati: CD                 |

## Singoli
| Anno | Titolo                    | Classifiche | Classifiche | Classifiche | Classifiche | Classifiche | Classifiche | Classifiche | Classifiche | Classifiche | Classifiche | Certificazioni                                                                                | Album di provenienza |
| Anno | Titolo                    | USA         | USA Alt.    | USA Main.   | USA Rock    | AUS         | CAN         | GER         | ITA         | SWI         | UK          | Certificazioni                                                                                | Album di provenienza |
| --- | ------------------------- | ----------- | ----------- | ----------- | ----------- | ----------- | ----------- | ----------- | ----------- | ----------- | ----------- | --------------------------------------------------------------------------------------------- | -------------------- |
| 2003 | Bring Me to Life          | 5           | 1           | 11          | ×           | 1           | 3           | 2           | 1           | 6           | 1           | - USA: 3× Platino - AUS: 2× Platino - GER: Platino - ITA: Platino - SWI: Oro - UK: 2× Platino | Fallen               |
| 2003 | Going Under               | 104         | 5           | 26          | ×           | 14          | 14          | 15          | 9           | 13          | 8           | - AUS: Oro - UK: Oro                                                                          | Fallen               |
| 2003 | My Immortal               | 7           | —           | —           | ×           | 4           | 1           | 5           | 3           | 7           | 7           | - USA: Platino - AUS: Platino - GER: Oro - ITA: Platino - UK: Platino                         | Fallen               |
| 2004 | Everybody's Fool          | —           | 36          | —           | ×           | 23          | —           | —           | 16          | 35          | 24          |                                                                                               | Fallen               |
| 2006 | Call Me When You're Sober | 10          | 4           | 5           | ×           | 5           | 5           | 13          | 3           | 6           | 4           | - USA: Platino - AUS: Oro                                                                     | The Open Door        |
| 2006 | Lithium                   | 124         | 37          | 39          | ×           | 26          | —           | 44          | 2           | 40          | 32          |                                                                                               | The Open Door        |
| 2007 | Sweet Sacrifice           | —           | —           | 24          | ×           | —           | —           | 75          | —           | —           | —           |                                                                                               | The Open Door        |
| 2007 | Good Enough               | —           | —           | —           | ×           | —           | —           | —           | —           | —           | —           |                                                                                               | The Open Door        |
| 2010 | Together Again            | 103         | —           | —           | —           | —           | 86          | —           | —           | —           | —           |                                                                                               | /                    |
| 2011 | What You Want             | 68          | 14          | 8           | 11          | 86          | 55          | 84          | 86          | —           | 72          |                                                                                               | Evanescence          |
| 2011 | My Heart Is Broken        | —           | —           | —           | —           | —           | —           | 92          | —           | —           | —           |                                                                                               | Evanescence          |
| 2012 | Lost in Paradise          | 99          | —           | —           | —           | —           | 89          | —           | 31          | 39          | 174         |                                                                                               | Evanescence          |
| 2017 | Imperfection              | —           | —           | —           | 39          | —           | —           | —           | —           | —           | —           |                                                                                               | Synthesis            |
| 2018 | Hi-Lo                     | —           | —           | —           | —           | —           | —           | —           | —           | —           | —           |                                                                                               | Synthesis            |
| 2019 | The Chain                 | —           | —           | 36          | 9           | —           | —           | —           | —           | —           | —           |                                                                                               | /                    |
| 2020 | Wasted on You             | —           | —           | —           | 16          | —           | —           | —           | —           | —           | —           |                                                                                               | The Bitter Truth     |
| 2020 | The Game Is Over          | —           | —           | —           | 15          | —           | —           | —           | —           | —           | —           |                                                                                               | The Bitter Truth     |
| 2020 | Use My Voice              | —           | —           | 17          | —           | —           | —           | —           | —           | —           | —           |                                                                                               | The Bitter Truth     |
| 2021 | Better Without You        | —           | —           | 24          | —           | —           | —           | —           | —           | —           | —           |                                                                                               | The Bitter Truth     |
| 2025 | Afterlife                 | —           | —           | —           | —           | —           | —           | —           | —           | —           | —           |                                                                                               | Devil May Cry        |
| "—" indica un singolo non classificato o non pubblicato in quel Paese. "×" indica una classifica non ancora esistente. |                           |             |             |             |             |             |             |             |             |             |             |                                                                                               |                      |

## Singoli promozionali
| Anno | Titolo                       | Classifiche | Classifiche | Album di provenienza |
| Anno | Titolo                       | USA Main.   | USA Rock    | Album di provenienza |
| --- | ---------------------------- | ----------- | ----------- | -------------------- |
| 2004 | Imaginary                    | —           | ×           | Fallen               |
| 2004 | Missing                      | —           | ×           | Anywhere but Home    |
| 2007 | Weight of the World          | —           | ×           | The Open Door        |
| 2012 | Made of Stone                | 39          | —           | Evanescence          |
| 2012 | The Other Side               | 36          | —           | Evanescence          |
| 2017 | Bring Me to Life (Synthesis) | —           | 31          | Synthesis            |
| 2017 | Lacrymosa (Synthesis)        | —           | —           | Synthesis            |
| 2020 | Yeah Right                   | —           | —           | The Bitter Truth     |
| "—" indica un singolo non classificato o non pubblicato in quel Paese. "×" indica una classifica non ancora esistente. |                              |             |             |                      |

## Videografia

### Album video
| Anno                                                                 | Titolo                                                                                     | Classifiche | Classifiche | Classifiche | Classifiche | Classifiche | Classifiche | Classifiche | Classifiche | Classifiche | Classifiche | Certificazioni                                                  |
| Anno                                                                 | Titolo                                                                                     | USA         | AUS         | AUT         | BEL (FL)    | BEL (WA)    | GER         | NLD         | SWE         | SWI         | UK          | Certificazioni                                                  |
| -------------------------------------------------------------------- | ------------------------------------------------------------------------------------------ | ----------- | ----------- | ----------- | ----------- | ----------- | ----------- | ----------- | ----------- | ----------- | ----------- | --------------------------------------------------------------- |
| 2004                                                                 | Anywhere but Home - Pubblicazione: 23 novembre 2004 - Etichetta: Wind-Up - Formati: DVD    | 3           | 4           | —           | —           | —           | —           | 8           | —           | —           | 4           | - USA: 5× Platino - AUS: 2× Platino - GER: 3× Oro - UK: Platino |
| 2018                                                                 | Synthesis Live - Pubblicazione: 12 ottobre 2018 - Etichetta: Eagle Rock - Formati: DVD, BD | 1           | —           | 4           | 2           | 1           | 7           | 3           | 2           | 1           | 1           |                                                                 |
| "—" indica un album non classificato o non pubblicato in quel Paese. |                                                                                            |             |             |             |             |             |             |             |             |             |             |                                                                 |

### Video musicali
| Anno | Titolo                    | Regista/i           |
| ---- | ------------------------- | ------------------- |
| 2003 | Bring Me to Life          | Philipp Stölzl      |
| 2003 | Going Under               | Philipp Stölzl      |
| 2003 | My Immortal               | David Mouldy        |
| 2004 | Everybody's Fool          | Philipp Stölzl      |
| 2006 | Call Me When You're Sober | Marc Webb           |
| 2006 | Lithium                   | Paul Fedor          |
| 2007 | Sweet Sacrifice           | P. R. Brown         |
| 2007 | Good Enough               | Marc Webb, Rich Lee |
| 2011 | What You Want             | Meiert Avis         |
| 2012 | My Heart Is Broken        | Dean Karr           |
| 2013 | Lost in Paradise          | Blake Judd          |
| 2017 | Imperfection              | P. R. Brown         |
| 2018 | Hi-Lo                     | P. R. Brown         |
| 2020 | The Chain                 | P. R. Brown         |
| 2020 | Wasted on You             | P. R. Brown         |
| 2020 | The Game Is Over          | P. R. Brown         |
| 2020 | Use My Voice              | Eric D. Howell      |
| 2021 | Better Without You        | Eric D. Howell      |